# Etne (gemeente)
Etne is een gemeente in de Noorse provincie Vestland. De gemeente telde 4135 inwoners in januari 2017. Etne grenst aan Kvinnherad, Odda, Ølen, Vindafjord en Sauda (drie laatste in Rogaland). 

## Plaatsen in de gemeente
- Etne
- Skånevik

Alver ·  Askvol · Askøy · Aurland · Austevoll · Austrheim · Bergen · Bjørnafjorden · Bremanger · Bømlo · Eidfjord · Etne · Fedje · Fitjar · Fjaler · Gloppen · Gulen · Hyllestad · Høyanger · Kinn · Kvam · Kvinnherad · Luster · Lærdal · Masfjorden · Modalen · Osterøy · Samnanger · Sogndal · Solund · Stad · Stord · Stryn · Sunnfjord · Sveio · Tysnes · Ullensvang · Ulvik · Vaksdal · Vik · Voss · Øygarden · Årdal

Fylker van Noorwegen